# Palatinato (regione)
Il Palatinato (Pfalz in tedesco, Palz in tedesco palatino), conosciuto anche come Palatinato renano (in tedesco Rheinpfalz) è una regione storica, geografica e linguistica della Germania sud-occidentale. Occupa circa un quarto dello stato federato della Renania-Palatinato.

## Geografia

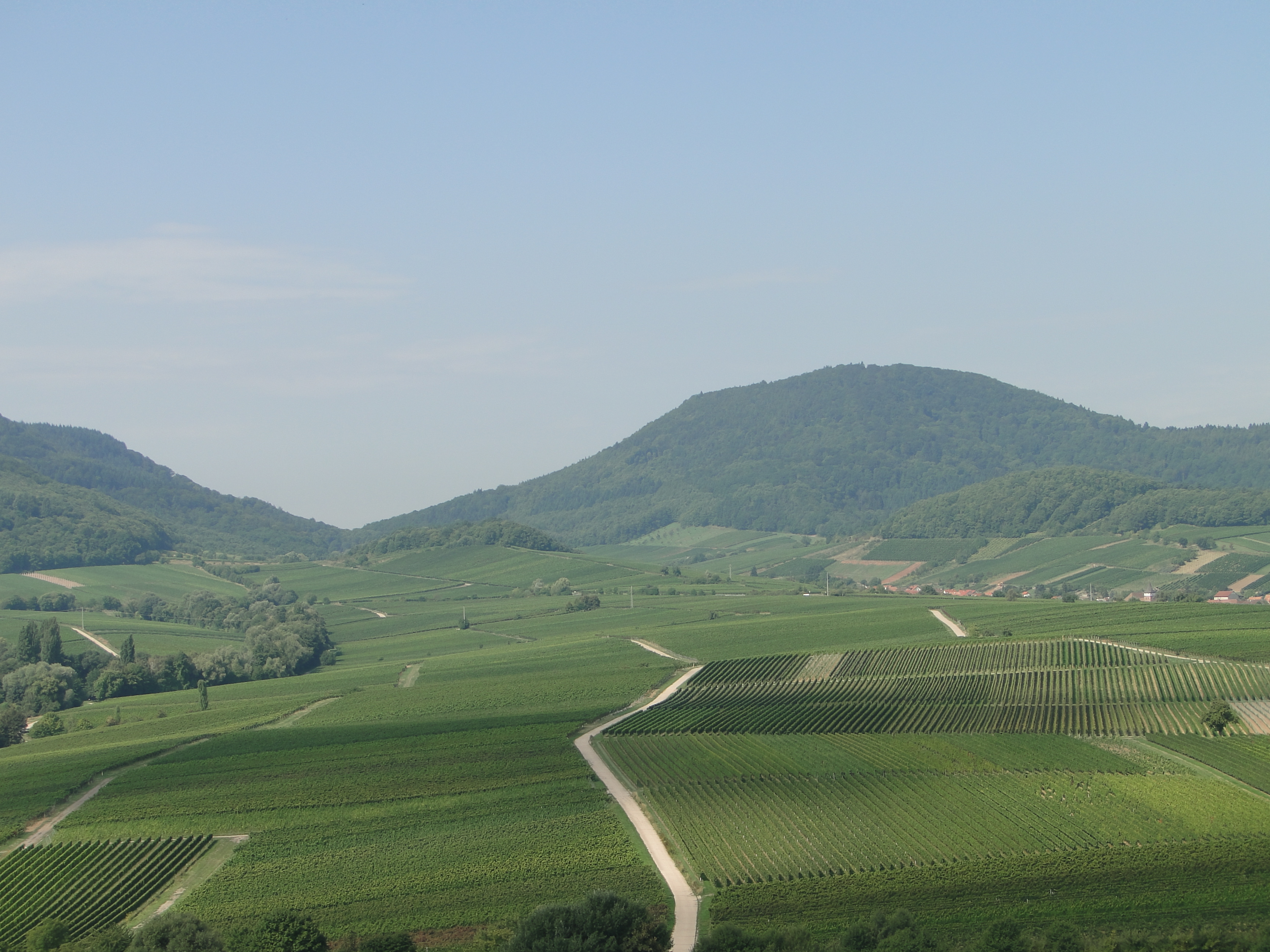
Un tipico panorama con vigneti, alle pendici delle colline della foresta del Palatinato.

Ad ovest il Palatinato confina con il Land della Saarland; mentre a nord-ovest i monti dello Hunsrück separano la regione dalla Renania. Il confine orientale con l'Assia e il Baden-Württemberg è segnata dal corso superiore del fiume Reno, la cui sponda di sinistra con le città di Magonza e Worms, appartiene alla regione dell'Assia Renana. A sud il confine franco-tedesco divide il Palatinato dall'Alsazia.
Un terzo della regione è occupato dalla foresta del Palatinato (Pfälzerwald), terreni collinari che ospitano la più grande foresta della Germania (distribuita su una superficie di 1 771 km²) conosciuta come Parco naturale della foresta del Palatinato (Naturpark Pfälzerwald), compreso nella riserva della biosfera Vosgi del Nord/Pfälzerwald che si sviluppa fino in territorio francese.
La parte occidentale e settentrionale dell'area è caratterizzata da montagne e foreste, culminanti nel Donnersberg (687 m) localizzato nelle alture del Palatinato del Nord, nei pressi di Kirchheimbolanden. L'attività umana si concentra nella parte sud-orientale della Fossa Renana, fino al fiume Reno, dove sorgono le città di Ludwigshafen, Spira, Landau, Frankenthal e Neustadt. Questa zona è dove si sviluppa la regione vinicola del Palatinato, una delle principali zone di produzione lungo la Deutsche Weinstraße (strada del vino tedesca). A causa della somiglianza del paesaggio e della prevalente viticoltura, molti italiani confrontano questa zona con la Toscana.
I corsi d'acqua principali appartengono tutti al bacino idrografico del Reno superiore; tra questi la Lauter, il Queich, il Glan, il Speyerbach e lo Schwarzbach.

### Suddivisione

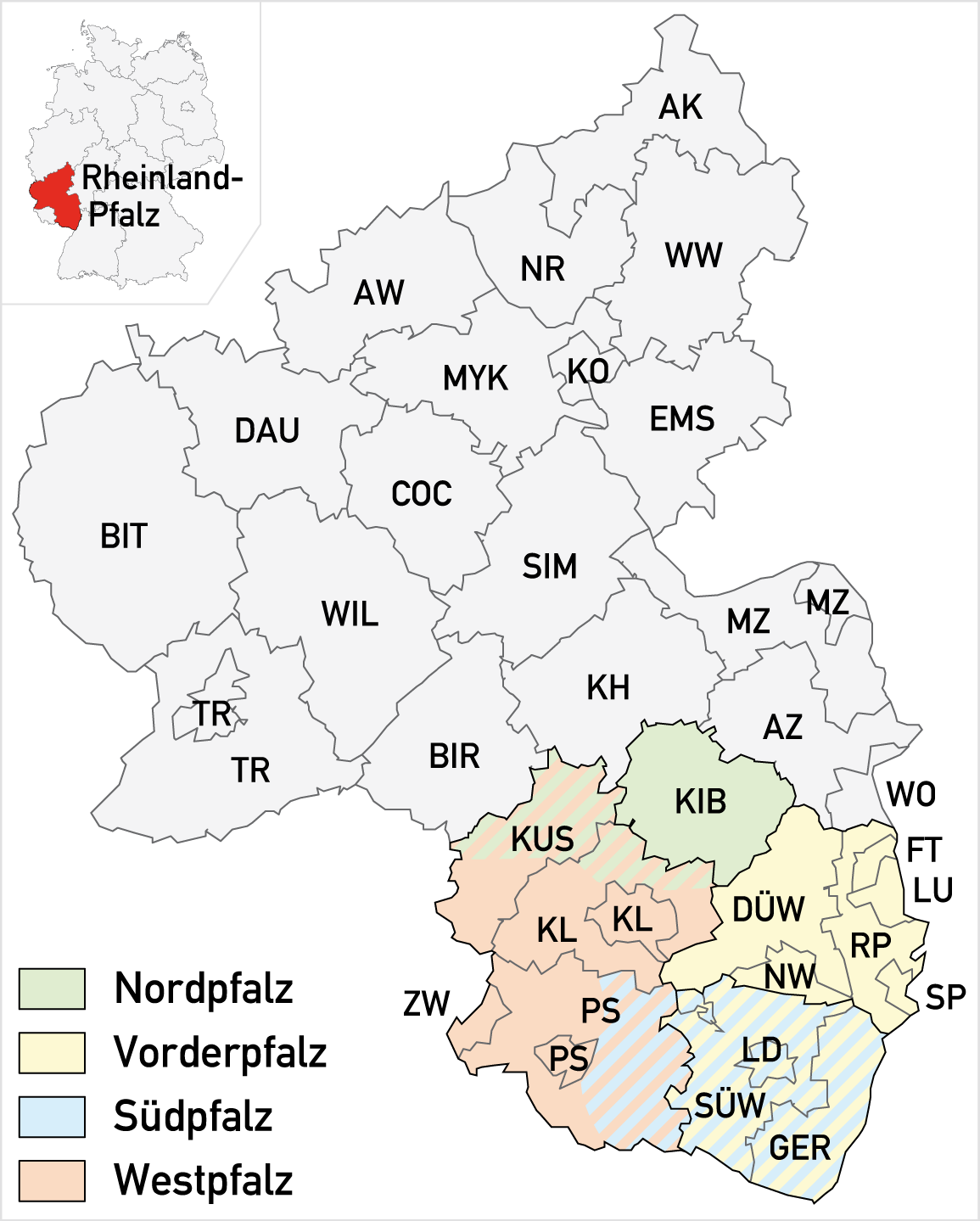
La suddivisione del Palatinato.

Storicamente il Palatinato è stato diviso in quattro suddivisioni non-amministrative.
| Suddivisione           | Nome tedesco | Circondari                                                           | Città extracircondariali                                                               | Altre città                                |
| ---------------------- | ------------ | -------------------------------------------------------------------- | -------------------------------------------------------------------------------------- | ------------------------------------------ |
| Palatinato del Nord    | Nordpfalz    | Donnersbergkreis (KIB)                                               | -                                                                                      | Eisenberg, Kirchheimbolanden, Rockenhausen |
| Palatinato anteriore   | Vorderpfalz  | Bad Dürkheim (DÜW) Rhein-Pfalz-Kreis (RP)                            | Frankenthal (FT) Ludwigshafen am Rhein (LU) Neustadt an der Weinstraße (NW) Spira (SP) | -                                          |
| Palatinato del Sud     | Südpfalz     | Germersheim (GER) Weinstraße Meridionale (SÜW)                       | Landau in der Pfalz (LD)                                                               | -                                          |
| Palatinato occidentale | Westpfalz    | Kaiserslautern (KL) Kusel (KUS) Palatinato Sudoccidentale (PS), (ZW) | Kaiserslautern (KL) Pirmasens (PS) Zweibrücken (ZW)                                    | -                                          |

### Clima
Come la maggior parte dell'Europa centro-occidentale, il Palatinato è caratterizzato da clima oceanico influenzato dall'oceano Atlantico, con una temperatura media annua di circa 10 °C. Correnti umide da ovest e sud-ovest danno origine in genere a precipitazioni sui Mittelgebirge, per riscaldarsi nello scorrere verso la valle del Reno. Il micro-clima risultante è relativamente mite e permette la coltura di alberi da frutto come il mandorlo e il fico, ma anche il pino domestico, il cipresso mediterraneo, palme, addirittura alcune specie di banani, oltre alla già citata vite. Nella regione è parecchio diffuso il castagno europeo, presente in estesi boschi.
Il dolce paesaggio collinare associato al clima mite hanno coniato la denominazione di "Toscana tedesca" nella promozione turistica della regione.

## Storia
Il nome Palatinato si rifà al nome di uno dei sette colli romani, il Palatino, sede di numerose residenze di imperatori romani.
Nel medioevo uno Pfalz (dal latino Palatium) indicava una sede amministrativa temporanea dove un sovrano in genere risiedeva nel corso degli spostamenti all'interno dei propri possedimenti. Colui che gestiva tale Pfalz era detto Pfalzgraf ("conte palatino", dal latino comes palatinus). In seguito il nome fu associato al territorio gestito dal conte palatino del Reno con l'accrescersi del suo potere tra gli altri Stati del Sacro Romano Impero. L'uso del toponimo Palatinato fu abbandonato nei primi anni del XIX secolo, quando il territorio fu denominato Rheinkreis ("circondario del Reno"), come da costume dell'epoca di designare le regioni in funzione del fiume principale che scorreva nell'area.
Nel 1835 Ludovico I di Baviera reintrodusse il nome Palatinato ("Pfalz") in sostituzione di Rheinkreis, in quanto ammiratore della cultura classica e promotore della toponomastica con allusioni storiche. Va notato che il "nuovo" Palatinato non corrispondeva all'elettorato del Palatinato, il cui territorio si estendeva su entrambe le sponde del Reno; comprendeva anzi altre aree che non ne furono mai parte (come Kirchheimbolanden o la città libera di Spira). Per evitare tale confusione il "nuovo" Palatinato veniva anche citato come Palatinato Renano (Rheinpfalz) o Baviera Renana (Rheinbayern), sebbene tali nomenclature non furono mai ufficiali.
La regione era abitata da popolazioni celtiche quando fu sottomessa dai Romani nel 53 a.C. nel corso della conquista della Gallia di Cesare e fu inquadrata nella provincia della Germania superiore. Con la caduta dell'Impero romano d'Occidente nella regione si stabilì la tribù degli Alemanni; sconfitti e scacciati nel 496 da Clodoveo I, re dei Franchi. A partire dal 511, la regione fece parte del ducato dell'Austrasia che, con il trattato di Verdun del 843, fu reinquadrata nel Regno dei Franchi Orientali sotto il regno di Ludovico II il Germanico.
Durante il medioevo, fino al XVIII secolo, il Palatinato fu diviso in una moltitudine di stati di varia dimensione. Il più importante e significativo fu l'elettorato del Palatinato (Kurpfalz), che includeva una serie di territori su entrambe le sponde del Reno, precedentemente sotto il governo dei conti palatini (Pfalzgrafen) di Lotaringia. Il conte palatino di Lotaringia (in seguito denominato "conte palatino del Reno") assunse presto una posizione prominente nella Germania sud-occidentale dominata da potenti dinastie aristocratiche come quella dei carolingi, quella salica e quella degli Hohenstaufen finché, sul finire del XII secolo il conte palatino ricevette lo status di principe elettore (Kurfürst), vale a dire uno dei sette nobili a cui era attribuito il privilegio di eleggere l'Imperatore del Sacro Romano Impero, prerogativa definita ufficialmente solo con la Bolla d'oro del 1356. Nel 1214 il casato bavarese di Wittelsbach fu infeudato di questi territori e li che governò fino al 1918, assieme ad un ramo del Palatinato-Zweibrücken a partire dal 1410 fino al 1777, all'epoca della riunificazione con l'elettorato di Baviera sotto Carlo Teodoro. Il principale territorio ecclesiastico nella regione era la diocesi di Spira. La città libera di Landau, al fine di preservare la propria indipendenza, si unì alla Decapoli alsaziana nel 1521; tuttavia fu assediata dalla Francia nel corso della guerra dei trent'anni.
All'epoca delle guerre rivoluzionarie francesi l'intera sponda sinistra del Reno fu invasa e occupata dalle truppe rivoluzionarie nel 1794 e, dopo una breve parentesi come repubblica indipendente nella sfera d'influenza francese (la repubblica Cisrenana), incorporato nel dipartimento del Mont-Tonnerre, come sancito dal trattato di Campoformio del 1797. Quello che fu il territorio dell'elettorato risultò quindi diviso in due aree separate dal fiume Reno: il Rheinkreis, sulla sponda sinistra, e il Kurpfalz, sulla quella destra.

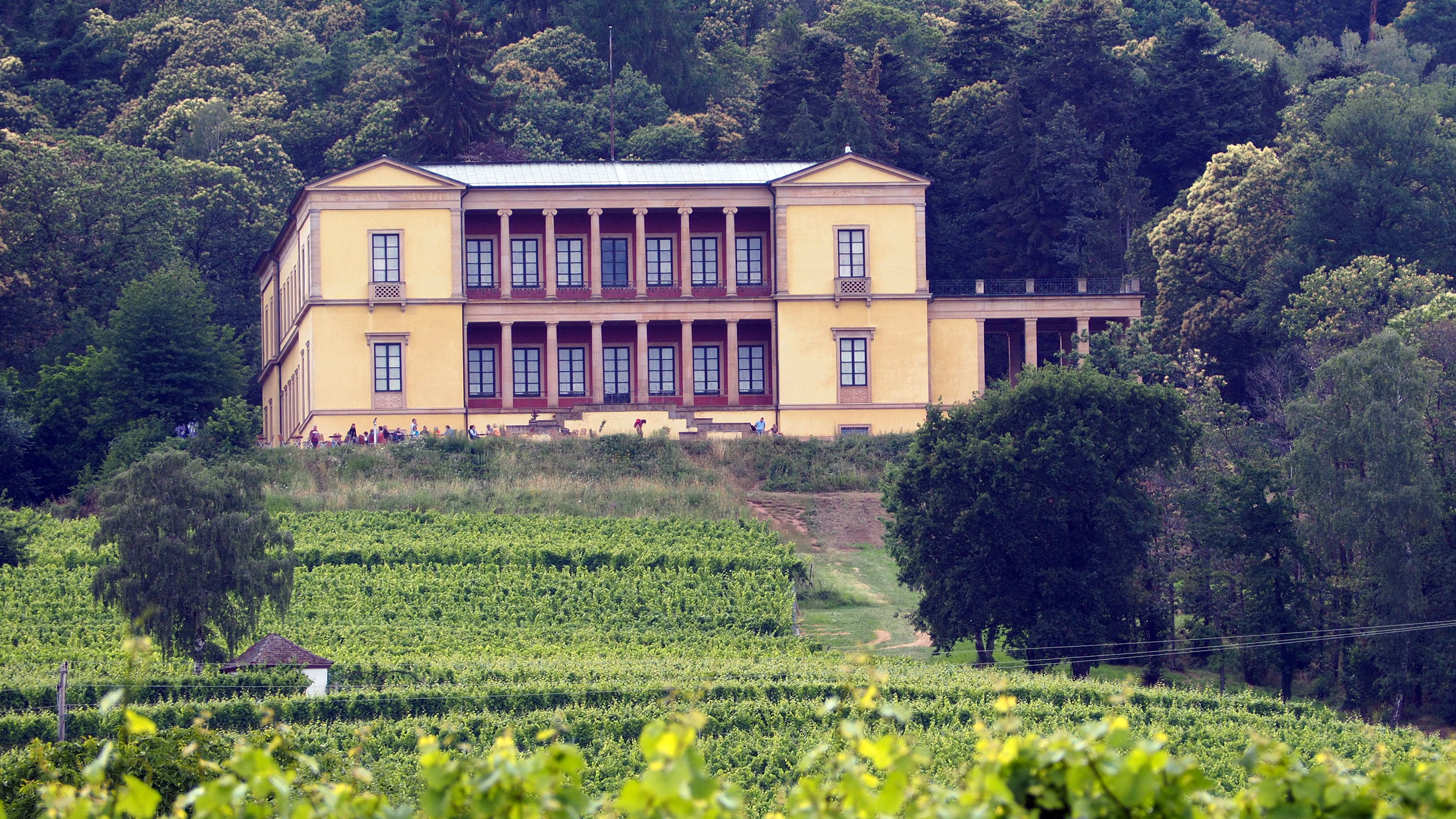
Villa Ludwigshöhe, residenza estiva di Ludovico I di Baviera.

Dopo l'epopea napoleonica, al congresso di Vienna venne definito il nuovo assetto della regione. Così nel 1816 la regione del Palatinato fu ceduta al regno di Baviera, sebbene ne fosse geograficamente distaccata, divenendone uno degli otto distretti per i successivi 130 anni, il Rheinkreis o circondario del Reno. Il Palatinato (come fu rinominato nel 1835) godette di una particolare autonomia, eredità del Codice Napoleonico e del sistema amministrativo ispirato alle idee della rivoluzione, introdotti dai francesi e preservato anche dopo il 1816. La monarchia bavarese profuse sforzi solo simbolici per dimostrare l'unità del regno: ad Edenkoben Ludovico I di Baviera eresse la propria residenza estiva e il Duomo di Spira fu restaurato sotto la supervisione diretta dello stesso monarca; la città di Ludwigshafen am Rhein, inoltre, fu fondata e prese il nome dal sovrano bavarese. Tuttavia la regione fu sempre orgogliosa dell'impronta progressista che la distingueva dalle altre aree del regno e i propri rappresentanti presso il comune parlamento bavarese tentarono più volte di esportarne e diffonderne i principi. Lo storico Heiner Haan descriveva le due regioni come "Hauptstaat" (lo Stato principale, cioè la Baviera) e "Nebenstaat" (lo Stato di fianco, cioè il Palatinato).
Durante i moti del 1848 un movimento separatista tentò di instaurare una "Repubblica del Palatinato", ma fu prontamente repressa dopo un sanguinoso intervento delle truppe prussiane. Nel 1871 fu formato l'Impero tedesco come ultimo atto del processo di unificazione della Germania; l'unione tra il Palatinato e la Baviera tuttavia persistette sotto forma di Stato Federale all'interno dell'impero e continuò anche dopo la deposizione della famiglia reale Wittelsbach nel 1918, all'epoca della costituzione della Repubblica di Weimar. Dopo la prima guerra mondiale infatti l'impero tedesco dovette accettare le dure condizioni imposte dal trattato di Versailles: l'impero (e il regno di Baviera) fu dissolto, mentre il Palatinato, assieme alla Renania, fu occupato dalle truppe francesi. Inoltre i distretti di Sankt Ingbert e Homburg (attualmente nel circondario del Saarpfalz) furono separati dal Palatinato Renano e divennero parte della Saarland, uno stato federato appositamente creato e amministrato dalla Società delle Nazioni. Nel 1923 i francesi incoraggiarono ed appoggiarono un movimento separatista intento alla proclamazione di una Repubblica Renana nelle regioni del Palatinato e della Renania, sebbene avversati dalla maggior parte della popolazione. Il governo bavarese reagì prontamente sventando il tentativo separatista e favorendo l'assassinio del membro principale della fazione, Franz Josef Heinz, ucciso da un commando guidato da Edgar Julius Jung nel gennaio del 1924. Nel febbraio dello stesso anno diversi separatisti furono uccisi nei pressi di Pirmasens. Nello stesso periodo, infine, un trattato stipulato tra la Baviera e l'Alta commissione inter-alleata della Renania (il consiglio supremo delle forze di occupazione alleate) sancì il riconoscimento del Palatinato come parte della Baviera.
L'unione con la Baviera fu dissolta solo con la riorganizzazione degli stati federali tedeschi dopo la seconda guerra mondiale, durante l'occupazione alleata della Germania. La Baviera si trovò nella zona di occupazione statunitense, mentre il Palatinato fu controllato dalle forze francesi. I francesi riorganizzarono gli stati federali all'interno della propria zona di occupazione e nel 1947 il Palatinato fu unito alla regione dell'Assia Renana (Rheinhessen), un tempo Stato popolare d'Assia, e alla provincia del Reno prussiana per formare l'attuale Land della Renania-Palatinato. Inizialmente il Palatinato costituì un distretto governativo (Regierungsbezirk) separato, lo Pfalz; nel 1968 questo fu unito con il vicino distretto di Rheinhessen per formare il distretto governativo dell'Assia Renana-Palatinato, finché tutti i distretti governativi della Renania-Palatinato furono aboliti il 1º gennaio 2000.

## Economia

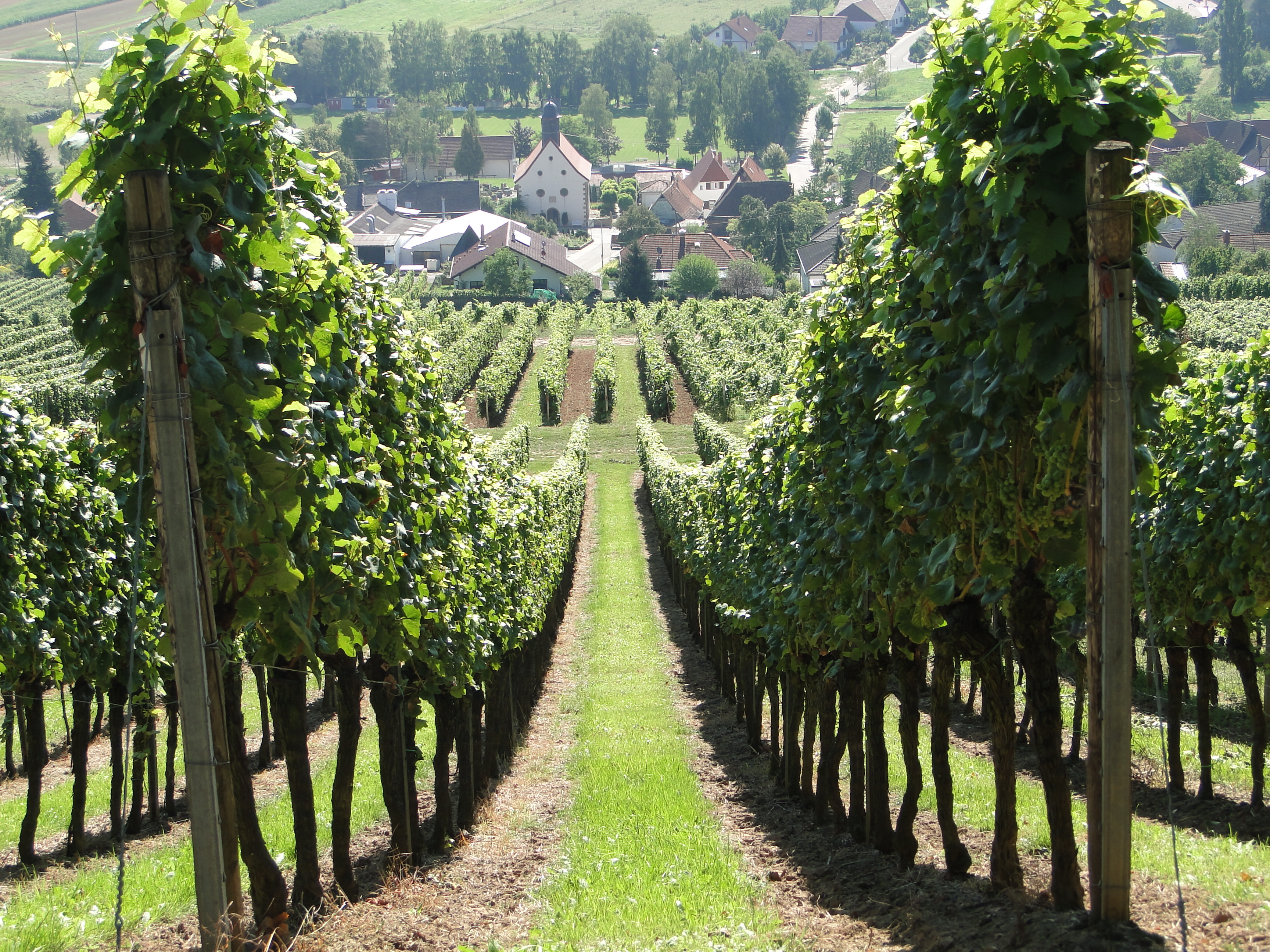
Un vigneto nella Deutsche Weinstraße.

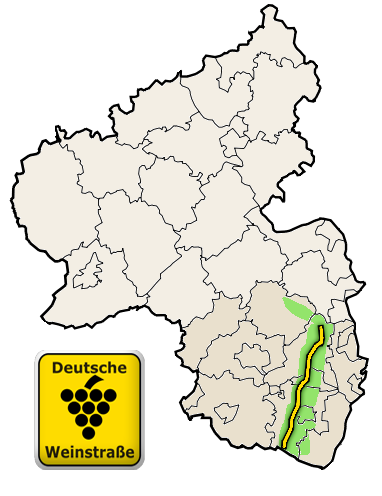
La Deutsche Weinstraße.

### Viticoltura ed enoturismo
Il Palatinato è rinomato come una delle principali aree vinicole della Germania (secondo solo all'Assia Renana) e contribuisce sensibilmente all'economia della regione.
La Deutsche Weinstraße (strada del vino tedesca) è il più antico percorso enoturistico al mondo, essendo stato creato nel lontano 1935.
Essa è lunga 85 km e percorre infatti il Palatinato da Schweigen-Rechtenbach, nei pressi del confine con l'Alsazia, fino a Bockenheim an der Weinstraße, non lontano dal Baden-Württemberg. Le vendemmie sono generalmente tardive e questa caratteristica permette di ottenere vini fruttati abbastanza alcolici e morbidi. I vini più rinomati sono i bianchi prodotti a Bad Dürkheim, Wachenheim, Forst e Deidesheim. I vigneti, che furono introdotti dai romani nel I secolo d.C., si estendono lungo una vallata di 80 chilometri di lunghezza per una decina di larghezza disposta parallelamente ai rilievi delle colline Haardt sul loro versante orientale, garantendo protezione dai venti freddi che nell'area spirano prevalentemente da occidente. Il microclima della regione permette inoltre ai vigneti di beneficiare mediamente di circa 1800 ore di sole all'anno.
Nei 23 000 ettari di vigneti del Palatinato (corrispondenti a circa un quarto dell'area coltivata a vite della Germania) si producono principalmente bianchi ed in particolare il Riesling (che da solo conta 5 000 ettari), ma anche Burgunder (Pinot nero), Gewürztraminer e Scheurebe. Ai vini rossi sono dedicati il 40% dei vigneti del Palatinato; tra questi vanno menzionati il Dornfelder, il Blauer Portugieser, lo Spätburgunder (Pinot nero) e il Regent.
A Bad Dürkheim ha luogo la Dürkheimer Wurstmarkt (letteralmente "mercato delle salsicce"), la più grande manifestazione enogastronomica al mondo, che con cadenza annuale attira oltre 600 000 visitatori all'anno. A Neustadt an der Weinstraße invece si tiene la tradizionale Deutsches Weinlesefest ("festa tedesca della vendemmia") durante la quale viene eletta la "reginetta tedesca del vino" (Deutsche Weinkönigin) che rappresenta l'industria vinicola tedesca negli eventi internazionali. Secondo l'ufficio del turismo del Palatinato con sede a Neustadt, nel 2006 le entrate legate al turismo nella regione ammontavano a 283 milioni di €, di cui 100 milioni nella sola città di Bad Durkheim in occasione della Dürkheimer Wurstmarkt.

### Altre attività economiche
A Ludwigshafen am Rhein ha sede la multinazionale della chimica BASF che con più di 30 000 dipendenti è il principale datore di lavoro della regione. Il Palatinato occidentale è caratterizzato da una minor attività economica rispetto al resto della regione; questa è concentrata prevalentemente nell'area di Kaiserslautern e ruota attorno alla fabbrica automobilistica Opel e all'attività derivante dalla presenza militare statunitense che opera la base aerea di Ramstein e il Landstuhl Regional Medical Center. Le zone di Pirmasens e Hauenstein sono rinomate per una lunga tradizione nell'industria calzaturiera, sebbene negli ultimi anni stiano attraversando un periodo di crisi. Il Palatinato del nord era invece associato all'industria estrattiva; questa subì una forte crisi per via dell'esaurimento delle risorse locali e l'area è interessata da un discreto grado di spopolamento.

## Cucina

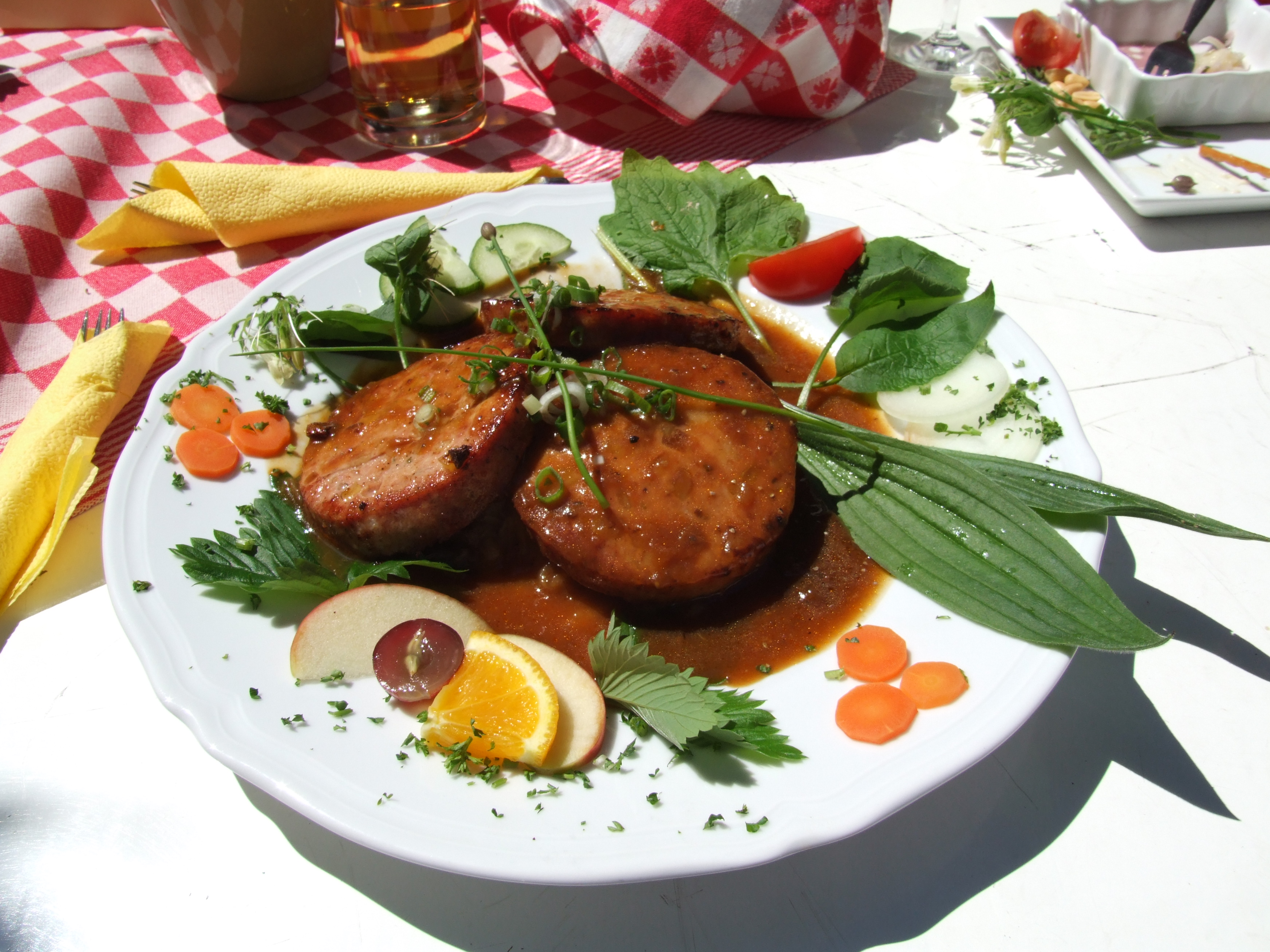
Il saumagen.

La pietanza più conosciuta della regione è probabilmente il saumagen ("pancia della scrofa" in italiano): un insaccato di interiora di maiale, patate e carote, farcito nello stomaco dell'animale stesso, simile all'haggis scozzese, con la differenza che quest'ultimo è preparato con lo stomaco della pecora e viene bollito anziché fritto.

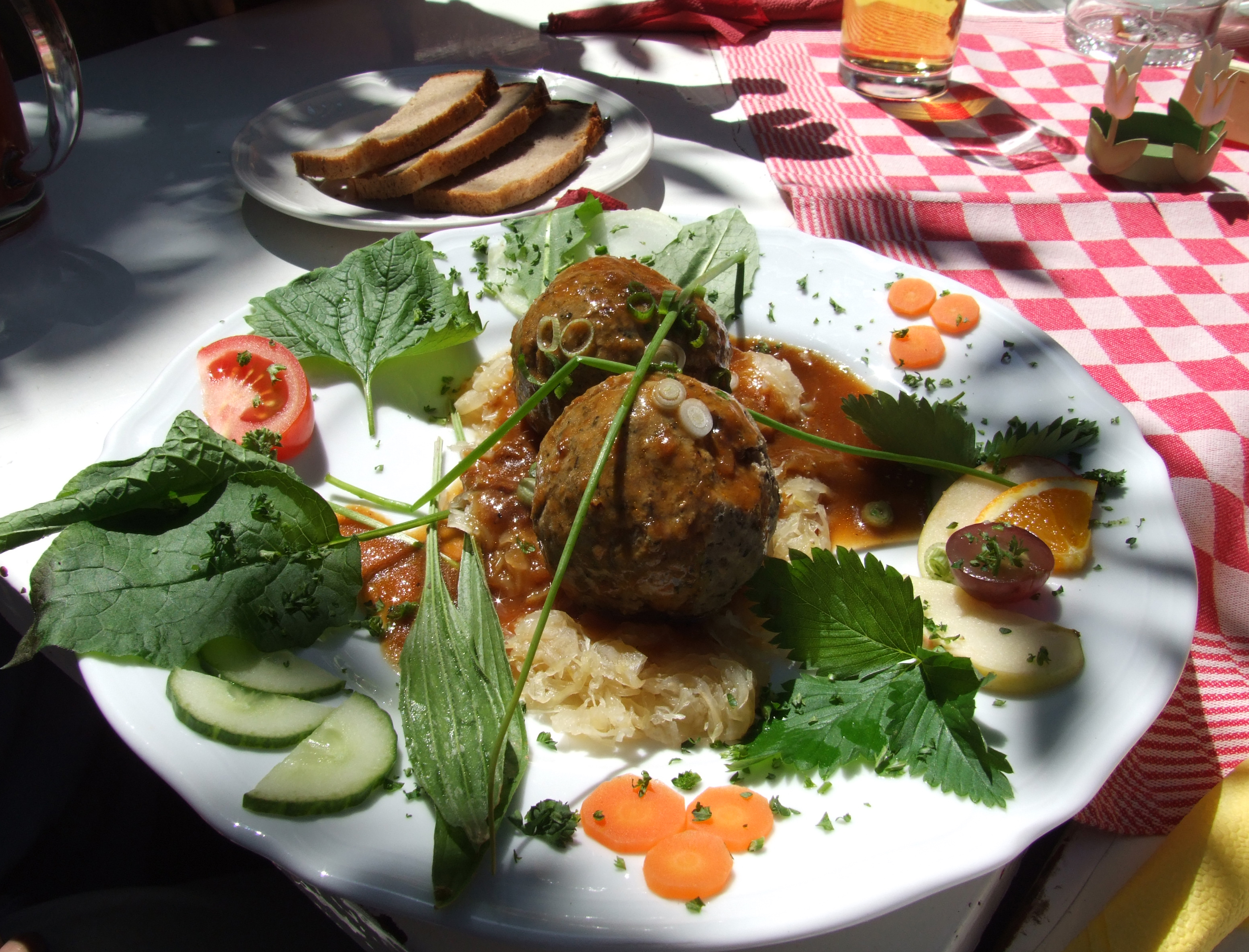
Lewwerknepp servito con crauti.

Altro piatti tipici sono il bratwurst, il leberwurst del Palatinato, il grieweworscht ("salsiccia con cubetti di pancetta", una salsiccia farcita con un budino di sangue), il lewwerknepp o lewwerknedel (conosciuto anche in altre aree con il nome di leberknödel, una sorta di polpettone preparato con fegato di maiale amalgamato con uova, pane e spezie varie) e il fleeschknepp (o fleischknödel, gnocchi di carne). In genere i piatti vengono accompagnati da crauti e a volte purea di patate, soprattutto nella stagione invernale. Sono tipici anche i dampfnudel, serviti con salse o contorni dolci (salse a base di vino o vaniglia) o salati (zuppa di patate o vegetale, gulasch).

## Emigrazione
Il gruppo etnico conosciuto come Pennsylvania Dutch ("tedeschi della Pennsylvania"), diffuso in Pennsylvania, è un gruppo culturale formato da immigrati provenienti dalle regioni dell'attuale Germania sud-occidentale nel primo settecento. In tale gruppo è ancora diffuso l'uso di un dialetto, il Pennsylvania Dutch (Pennsilfaanisch Deitsch), derivato dal gruppo dialettale Tedesco centrale occidentale che mantiene un discreto grado di mutua intelligibilità con il Tedesco palatino, lingua autonoma nel Palatinato e in alcune aree del Baden-Württemberg.
Hiwwe wie Driwwe è il nome dell'unico quotidiano pubblicato in tedesco della Pennsylvania. Ha cadenza semestrale ed è stampato nella cittadina tedesca di Ober-Olm, nei pressi di Magonza, in cooperazione con la Kutztown University of Pennsylvania.
Tale dialetto è inoltre parlato nelle comunità Amish sparse nelle regioni nord-orientali degli Stati Uniti d'America.